# Fejér vármegyei 2. sz. országgyűlési egyéni választókerület
A Fejér vármegyei 2. számú országgyűlési egyéni választókerület egyike annak a 106 választókerületnek, amelyre a 2011. évi CCIII. törvény Magyarország területét felosztja, és amelyben a választópolgárok egy-egy országgyűlési képviselőt választhatnak. A választókerület nevének szabványos rövidítése: Fejér 02. OEVK. Székhelye: Székesfehérvár

## Területe
A választókerület az alábbi településeket foglalja magába:
1. Bakonycsernye
2. Bakonykúti
3. Balinka
4. Bodajk
5. Csákberény
6. Csókakő
7. Csór
8. Fehérvárcsurgó
9. Füle
10. Iszkaszentgyörgy
11. Isztimér
12. Jenő
13. Kincsesbánya
14. Kőszárhegy
15. Magyaralmás
16. Moha
17. Mór
18. Nádasdladány
19. Nagyveleg
20. Polgárdi
21. Pusztavám
22. Sárkeresztes
23. Sárkeszi
24. Sárszentmihály
25. Söréd
26. Szabadbattyán
27. Székesfehérvár választókerülethez tartozó területének határvonala:
A 81-es országút középvonala a városhatáron való belépési ponttól a Szent Flórián körút és Móri út kereszteződéséig, a kereszteződéstől előbb a 7-es, majd a körforgalomtól 7–8-as út közös szakaszának középvonala a Mór felé vezető vasútvonalig, a vasútvonal a székesfehérvári vasútállomás felé a Balatoni útig, a Balatoni út középvonala a Horvát István utcáig, a Horvát István utca középvonala a Széchenyi utcáig, a Széchenyi utca középvonala a vasútvonalig, a vasútvonal a börgönd-sárbogárd elágazásig, az elágazástól a Seregélyes felé haladó vasútvonal a városhatárig, a városhatár vonala az óramutató járásával megegyező irányban a kiindulási pontig.
28. Úrhida
29. Zámoly

## Országgyűlési képviselője
| Név        | Párt                                         | Párt        | Terminus | Megjegyzés                                   |
| ---------- | -------------------------------------------- | ----------- | -------- | -------------------------------------------- |
| Törő Gábor |                                              | Fidesz-KDNP | 2014 –   | A 2014-es országgyűlési választás eredménye: |
| Törő Gábor | A 2018-as országgyűlési választás eredménye: | Fidesz-KDNP | 2014 –   |                                              |
| Törő Gábor | A 2022-es országgyűlési választás eredménye: | Fidesz-KDNP | 2014 –   |                                              |

## Demográfiai profilja
| Iskolai végzettség                | Iskolai végzettség               | Iskolai végzettség | Iskolai végzettség | Iskolai végzettség |
| --------------------------------- | -------------------------------- | ------------------ | ------------------ | ------------------ |
|                                   |                                  |                    |                    | fő                 |
| Általános iskolát nem végezte el  | Általános iskolát nem végezte el |                    | 1052               | 1052               |
| Általános iskola                  | Általános iskola                 |                    | 13441              | 13441              |
| Szakmunkás                        | Szakmunkás                       |                    | 18032              | 18032              |
| Érettségi                         | Érettségi                        |                    | 24526              | 24526              |
| Diploma                           | Diploma                          |                    | 13156              | 13156              |
| A 2022. évi népszámlálás szerint. |                                  |                    |                    |                    |

A Fejér vármegyei 2. sz. választókerület lakónépessége 2022. október 1-jén  fő volt. A 2011-es és a 2022-es népszámlálás között 203 fővel nőtt a választókerület lakosság száma. A választókerületben a korösszetétel alapján a legtöbben a középkorúak élnek 32 613 fővel, míg a legkevesebben az időskorúak 16 133 fővel. A választókerület lakosságának a 85,5%-nál van internet elérési lehetőség.
A legmagasabb befejezett iskolai végzettség szerint az érettségi végzettséggel rendelkezők élnek a legtöbben 24 526 fő, utánuk a következő nagy csoport a szakmunkások 18 032 fővel.
Gazdasági aktivitás szerint a lakosság közel fele foglalkoztatott 44 448 fő, második legjelentősebb csoport az inaktív keresők, akik főleg nyugdíjasok 18 916 fővel.
A választókerület legjelentősebb nemzetiségi csoportja a német 1364 fő, illetve a cigány 363 fő. Magyar állampolgársággal nem rendelkező külföldi állampolgárok aránya 0,9%.
Vallási összetétel szerint a választókerületben lakók legnagyobb vallása a római katolikus (19 421 fő), valamint jelentős közösség még a reformátusok (6345 fő). A vallási közösséghez nem tartozók száma szintén jelentős (10 891 fő), a választókerületben a második legnagyobb csoport a római katolikus vallás után.

## Országgyűlési választások

### 2018
A 2018-es országgyűlési választáson 1% fölötti eredményt elért jelöltek:
| Jelölő szervezet | Jelölt neve      | Kapott érvényes szavazat | %      |
| ---------------- | ---------------- | ------------------------ | ------ |
| Fidesz-KDNP      | Törő Gábor       | 27 250                   | 53,69% |
| Jobbik           | Fazakas Attila   | 14 652                   | 28,87% |
| MSZP-Párbeszéd   | Horváth András   | 8415                     | 9,38%  |
| LMP              | Perneczky László | 2173                     | 4,28%  |
| Momentum         | Tóth Péter       | 1016                     | 2,00%  |

### 2022
A 2022-es országgyűlési választáson 1% fölötti eredményt elért jelöltek:
| Jelölő szervezet          | Jelölt neve      | Kapott érvényes szavazat | %      |
| ------------------------- | ---------------- | ------------------------ | ------ |
| Fidesz-KDNP               | Törő Gábor       | 28 380                   | 56,01% |
| Egységben Magyarországért | Fazakas Attila   | 15 219                   | 30,04% |
| Mi Hazánk                 | Schmidt Roland   | 4153                     | 8,20%  |
| MKKP                      | Dr. Varga Eszter | 1860                     | 3,67%  |

| Párt                                | Párt                   | Jelölt                 | Szavazatok | %     |
| ----------------------------------- | ---------------------- | ---------------------- | ---------- | ----- |
|                                     | Fidesz-KDNP            | Törő Gábor             | 22 177     | 50,18 |
|                                     | Jobbik                 | Fazakas Attila Levente | 9668       | 21,88 |
|                                     | Összefogás             | Herczog Edit           | 8415       | 19,04 |
|                                     | LMP                    | Kalmár András          | 1944       | 4,4   |
|                                     | Egyéb pártok           |                        | 1818       | 4,12  |
| Megjelent                           | Megjelent              | Megjelent              | 44 748     | 63,04 |
| Választópolgárok száma              | Választópolgárok száma | Választópolgárok száma | 70 984     | 100   |
| A Fidesz-KDNP nyeri meg a körzetet. |                        |                        |            |       |